# テオドロス・ヴリザキス
テオドロス・ヴリザキス（Theodoros Philippos Vryzakis 、ギリシア語:Θεόδωρος Βρυζάκης、1814年10月19日 - 1878年12月6日）はギリシャの画家である。ミュンヘンで修業したギリシャ人の画家たち、「ギリシャ・ミュンヘン派」の最初の一人である。

## 略歴
現在のヴィオティア県のティーヴァに生まれた。7歳の時、ギリシャ独立戦争が起こり、父親はトルコ軍に処刑され、母親と山中に避難したとされる,。1844年にミュンヘン美術院に入学するまでの経緯は、2つの違った説があり、1832年までギリシャの孤児院で育ち、そこでミュンヘンの学校の教師でギリシャ独立戦争の支援者であるフリードリヒ・ティールシュに絵の才能を見出され、美術教育を受けるためにティールシュに連れられてミュンヘンに移ったとする説や、孤児になった後、バイエルン国王がミュンヘンに作った戦争の孤児のための施設で語学を学んだ後、一旦、アテネの工芸学校で学び、ギリシャの支援者からの奨学金を得てミュンヘン美術院に入学したとする説がある。
ミュンヘンではバイエルン王国の軍人で画家のカール・ヴィルヘルム・フォン・ハイデックに学び、ミュンヘン美術院に入学しペーター・フォン・ヘスに学んだ。彼らはギリシャ独立の支援者でもあった。
1845年から1855年の間は、ヨーロッパ各地を旅し、1855年のパリ万国博覧会に作品を出展し、その後もギリシャ独立戦争を題材にした作品をドイツの展覧会などに作品を出展した。1862年からイギリスのマンチェスターの教会の壁画を描いた。
ミュンヘンで死去した。ミュンヘンのスタジオの作品はアテネ大学に遺贈し、ミュンヘンのギリシャ正教の教会になっていたザルヴァトール教会（Salvatorkirche)に寄付を残した。

## 作品

Georgios Karaiskakisの軍営 (1855)
メソロンギのバイロン(1861)
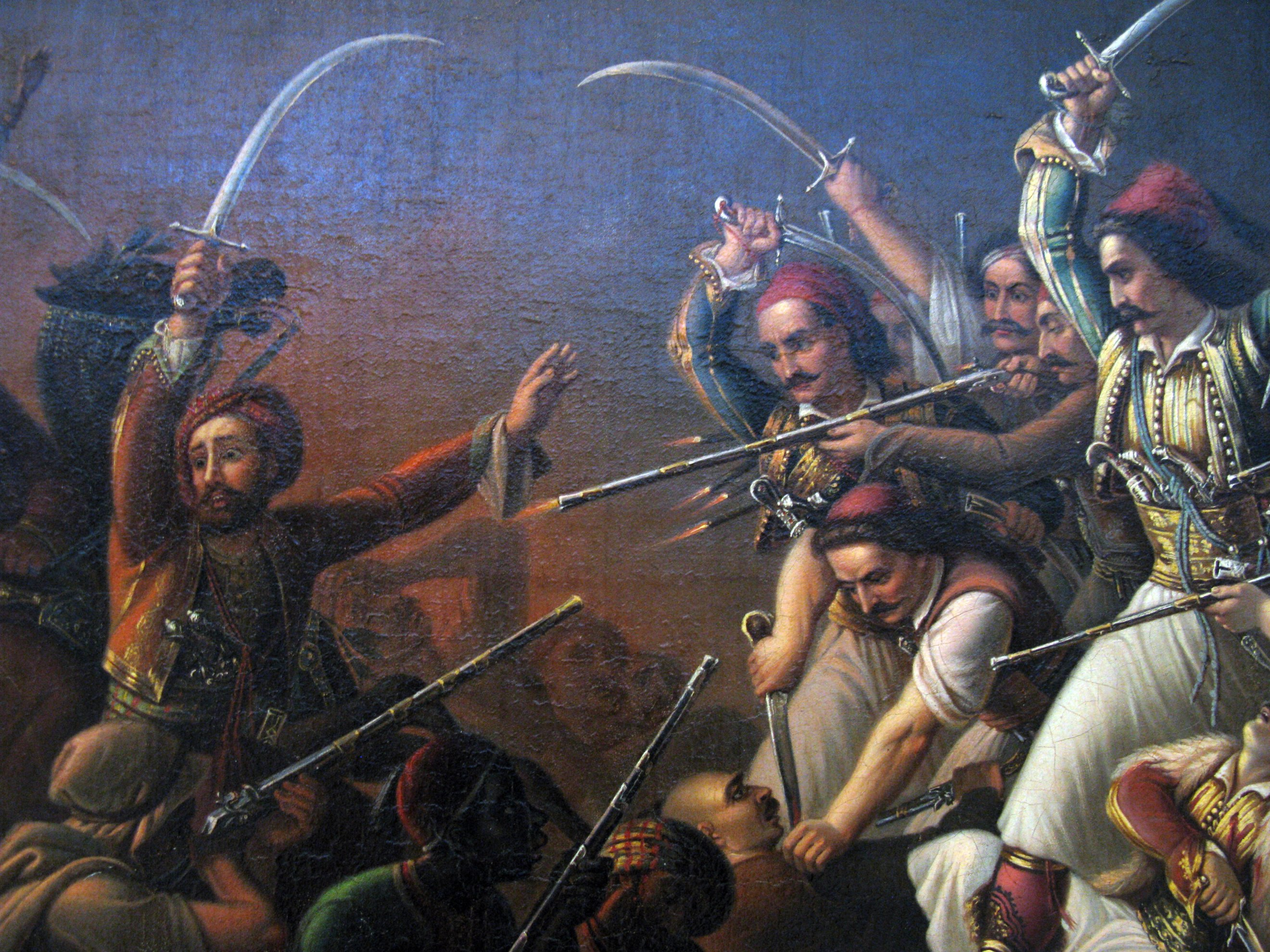
メソロンギからの出撃の詳細

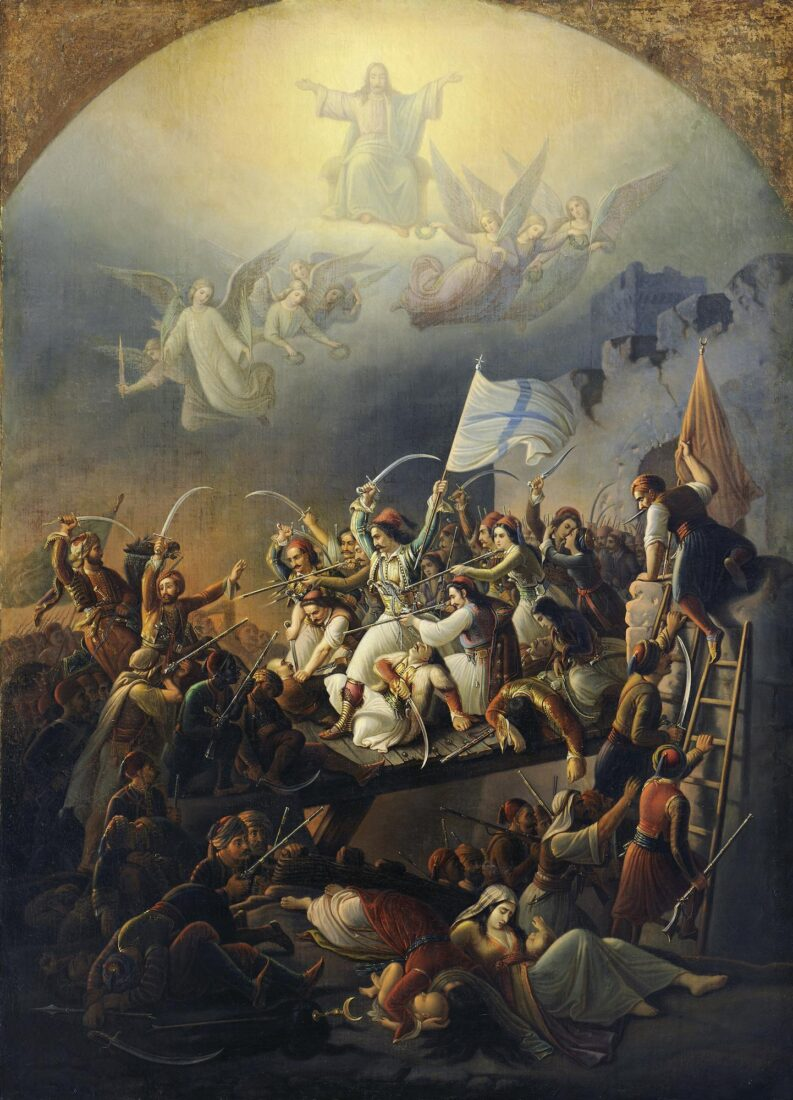
「メソロンギからの出撃」 (1853)
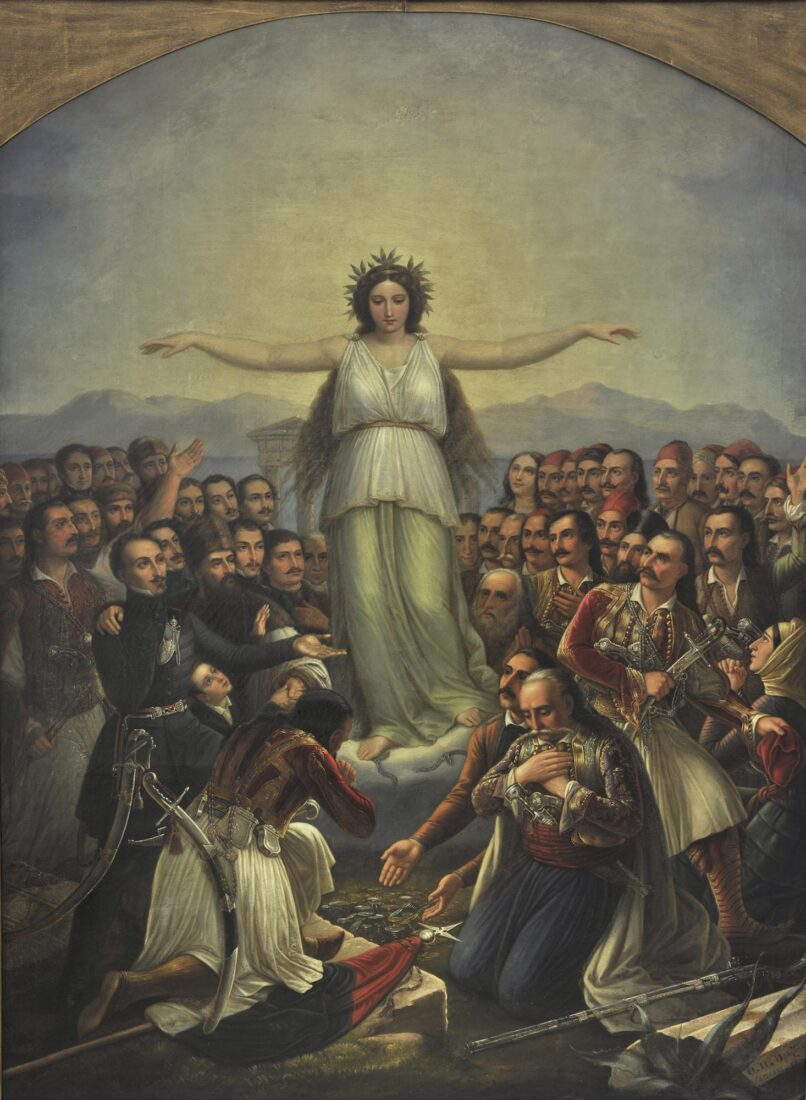
「栄光のギリシャ(ヘレス)」(1858)
Panagiotis Anagnostopoulos
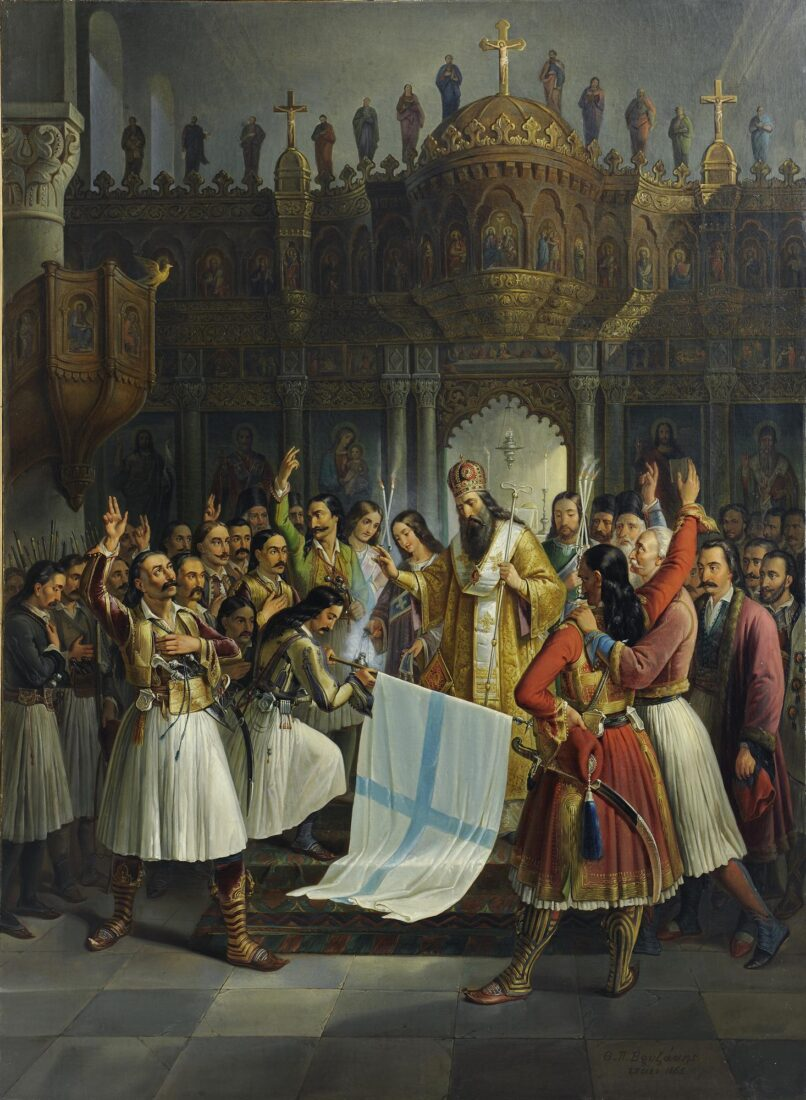
Epanastasi (1865)